# Segunda División Profesional de Chile 2022
La Segunda División Profesional de Chile 2022, también conocido como «Campeonato Grupo TX 2022», por razones de patrocinio, fue la 12.º edición de la tercera categoría del fútbol chileno. El campeonato lo organiza la Asociación Nacional de Fútbol Profesional.
Las novedades para este torneo, son San Marcos de Arica, equipo que descendió por secretaría de la Primera B 2021 y que no juega en esta categoría, desde la temporada 2019, además del regreso de Trasandino, que vuelve a la categoría, después de 4 años y medio de ausencia (su última temporada en la categoría, fue en la temporada 2016-2017) y que se coronó campeón de la Tercera División A 2021, además de Real San Joaquín, que fue subcampeón de la misma categoría y que además, será debutante no solo en la categoría, sino que también en el profesionalismo.
Otra novedad es, que el nuevo patrocinador de esta edición será Grupo TX, el segundo patrocinador del torneo de esta categoría, el primero fue Pullman Bus en 2021.

## Sistema
La Fase Regular constará de 22 fechas, siendo 2 ruedas de 11 jornadas cada una. Al Término de la fase regular, el equipo que resulte en el Primer Lugar se coronará Campeón del torneo y ascenderá a la Primera B, mientras que los 2 últimos descenderán a la Tercera División A.

### Reglamento
En este torneo, se observará el sistema de puntos, de acuerdo a la reglamentación de la Internacional F.A. Board, asignándose tres puntos, al equipo que resulte ganador; un punto, a cada uno en caso de empate; y cero punto al perdedor.
El orden de clasificación de los equipos, se determinará en una tabla de cómputo general, de la siguiente manera:
- A) Mayor cantidad de puntos obtenidos; en caso de igualdad;
- B) Mayor diferencia entre los goles marcados y recibidos; en caso de igualdad;
- C) Mayor cantidad de partidos ganados; en caso de igualdad;
- D) Mayor cantidad de goles convertidos; en caso de igualdad;
- E) Mayor cantidad de goles de visita marcados; en caso de igualdad;
- F) Menor cantidad de tarjetas rojas recibidas; en caso de igualdad;
- G) Menor cantidad de tarjetas amarillas recibidas; en caso de igualdad;
- H) Sorteo.

En cuanto al campeón del torneo 2022 y a los descendidos a la Tercera División A 2023, se definirá de acuerdo al siguiente sistema:
- A) Mayor cantidad de puntos obtenidos; en caso de igualdad;
- B) Partido de desempate en cancha neutral.

## Árbitros
Esta es la lista de árbitros del torneo de Segunda División Profesional 2021. Los árbitros de la Primera División, como de Primera B, pueden arbitrar en la parte final de este torneo, siempre y cuando no sean designados, para arbitrar en una fecha del campeonato de la categoría mencionada, así como los árbitros de esta lista, pueden dirigir en las dos categorías más altas si la ANFP así lo estime conveniente. 
| Árbitros             | Edad    | Categoría |
| -------------------- | ------- | --------- |
| Reinerio Alvarado    | 31 años |           |
| María Belén Carvajal | 41 años |           |
| Juan Comas           |         |           |
| Claudio Díaz         |         |           |
| Felipe González      | 32 años |           |
| Franco Jiménez       |         |           |
| Omar Oporto          | 41 años |           |
| Jorge Oses           | 31 años |           |
| Gastón Philippe      |         |           |
| Fabián Pizarro       | 34 años |           |
| Nicolás Pozo         |         |           |
| Mathías Riquelme     | 32 años |           |
| Juan Sepúlveda       | 35 años |           |
| Francisco Soriano    |         |           |
| Fabián Tapia         |         |           |
| Diego Vidal          | 35 años |           |
| Diego Yáñez          |         |           |

## Relevos
| Pos | a Primera B       |
| --- | ----------------- |
| 1.° | Deportes Recoleta |

| Pos  | a Segunda División  |
| ---- | ------------------- |
| 16.º | San Marcos de Arica |

| Pos | a Segunda División |
| --- | ------------------ |
| 1.° | Trasandino         |
| 2.° | Real San Joaquín   |

| Pos  | a Tercera División A |
| ---- | -------------------- |
| 11.º | Deportes Colina      |
| 12.º | Colchagua            |

## Localización
| Equipo              | Región             | Ciudad                     |
| ------------------- | ------------------ | -------------------------- |
| San Marcos de Arica | Arica y Parinacota | Arica                      |
| Deportes Limache    | Valparaíso         | Limache                    |
| San Antonio Unido   | Valparaíso         | San Antonio                |
| Trasandino          | Valparaíso         | Los Andes                  |
| Lautaro de Buin     | Metropolitana      | Buin                       |
| Real San Joaquín    | Metropolitana      | San Joaquín                |
| Rodelindo Román     | Metropolitana      | San Joaquín                |
| General Velásquez   | O'Higgins          | San Vicente de Tagua Tagua |
| Indep. Cauquenes    | Maule              | Cauquenes                  |
| Deportes Concepción | Biobío             | Concepción                 |
| Iberia              | Biobío             | Los Ángeles                |
| Deportes Valdivia   | Los Ríos           | Valdivia                   |

| Real San Joaquín Rodelindo Román \| Lautaro de Buin \| |
| Lautaro de Buin                                        |

| Lautaro de Buin |

## Información
| Equipo              | Entrenador        | Estadio                  | Capacidad | Proveedor | Auspiciador   |
| ------------------- | ----------------- | ------------------------ | --------- | --------- | ------------- |
| Deportes Concepción | Nicolás Fernández | Ester Roa                | 33.000    | Kelme     | Redfarma      |
| Deportes Limache    | Marcelo Ramírez   | Lucio Fariña             | 7.700     | Claus-7   | CVU           |
| Deportes Valdivia   | Luis Marcoleta    | Parque Municipal         | 5.000     | OneFit    | Colún         |
| General Velásquez   | César Bustamante  | Augusto Rodríguez        | 3.000     | Andrómeda |               |
| Iberia              | Claudio Rojas     | Municipal de Los Ángeles | 4.150     | PSport    | CMPC          |
| Independiente       | Yuri Fernández    | Fiscal de Talca          | 16.000    | Infinity  | Coolbet       |
| Lautaro de Buin     | Carlos Encinas    | Lucio Fariña             | 7.700     | Training  | Pasto         |
| Real San Joaquín    | Jaime Lizama      | Municipal de La Pintana  | 5.000     | Playmaker | Carnes Bilbao |
| Rodelindo Román     | Rodolfo Madrid    | Lucio Fariña             | 7.700     | Playmaker | DesKartable   |
| San Antonio Unido   | Luis Musrri       | Municipal de Cartagena   | 3.000     | OneFit    |               |
| San Marcos de Arica | Hernán Peña       | Carlos Dittborn          | 10.000    | Chávez    | TPA           |
| Trasandino          | Francisco Arrué   | Regional de Los Andes    | 3.500     | Givova    | Fintual       |

## Clasificación
| Pos. | Equipo              | Pts. | PJ | G  | E  | P  | GF | GC | Dif. |  |
| ---- | ------------------- | ---- | -- | -- | -- | -- | -- | -- | ---- |  |
| 1    | San Marcos de Arica | 43   | 22 | 13 | 4  | 5  | 34 | 15 | +19  |  |
| 2    | General Velásquez   | 36   | 22 | 10 | 6  | 6  | 25 | 20 | +5   |  |
| 3    | Deportes Valdivia   | 35   | 22 | 11 | 2  | 9  | 29 | 25 | +4   |  |
| 4    | Lautaro de Buin     | 32   | 22 | 10 | 2  | 10 | 29 | 34 | −5   |  |
| 5    | Real San Joaquín    | 30   | 22 | 9  | 3  | 10 | 28 | 37 | −9   |  |
| 6    | San Antonio Unido   | 29   | 22 | 7  | 8  | 7  | 22 | 19 | +3   |  |
| 7    | Trasandino          | 29   | 22 | 7  | 8  | 7  | 27 | 25 | +2   |  |
| 8    | Iberia              | 28   | 22 | 6  | 10 | 6  | 18 | 18 | 0    |  |
| 9    | Deportes Limache    | 28   | 22 | 7  | 8  | 7  | 26 | 28 | −2   |  |
| 10   | Deportes Concepción | 26   | 22 | 7  | 5  | 10 | 20 | 25 | −5   |  |
| 11   | Rodelindo Román     | 24   | 22 | 5  | 9  | 8  | 27 | 25 | +2   |  |
| 12   | Independiente       | 21   | 22 | 6  | 3  | 13 | 20 | 34 | −14  |  |

 Fuente: Campeonato Chileno
     Campeón. Asciende a la Primera B.
     Descienden a la Tercera División A.
| Sanciones                                               |
| ------------------------------------------------------- |
| - Reducción de 1 punto a Deportes Limache               |
| - Reducción de 3 puntos a General Velásquez (apelación) |

## Evolución
| Equipo / Fecha      | 01   | 02   | 03   | 04   | 05   | 06   | 07   | 08   | 09   | 10   | 11   | 12   | 13   | 14   | 15   | 16   | 17   | 18   | 19   | 20   | 21   | 22   |
| ------------------- | ---- | ---- | ---- | ---- | ---- | ---- | ---- | ---- | ---- | ---- | ---- | ---- | ---- | ---- | ---- | ---- | ---- | ---- | ---- | ---- | ---- | ---- |
| San Marcos de Arica | 2.°  | 1.°  | 1.°  | 3.°  | 1.°  | 1.°  | 1.°  | 1.°  | 1.°  | 1.°  | 2.°  | 1.°  | 1.°  | 1.°  | 1.°  | 1.°  | 1.°  | 1.°  | 1.°  | 1.°  | 1.°  | 1.°  |
| General Velásquez   | 10.° | 11.° | 8.°  | 5.°  | 6.°  | 4.°  | 3.°  | 2.°  | 2.°  | 2.°  | 1.°  | 2.°  | 2.°  | 3.°  | 2.°  | 4.°  | 4.°  | 4.°  | 3.°  | 3.°  | 3.°  | 2.°  |
| Deportes Valdivia   | 9.°  | 6.°  | 5.°  | 7.°  | 7.°  | 8.°  | 9.°  | 8.°  | 9.°  | 8.°  | 6.°  | 6.°  | 4.°  | 4.°  | 4.°  | 3.°  | 2.°  | 2.°  | 2.°  | 2.°  | 2.°  | 3.°  |
| Lautaro de Buin     | 3.°  | 5.°  | 9.°  | 11.° | 11.° | 11.° | 10.° | 10.° | 10.° | 10.° | 9.°  | 10.° | 11.° | 9.°  | 11.° | 10.° | 10.° | 7.°  | 5.°  | 4.°  | 4.°  | 4.°  |
| Real San Joaquín    | 5.°  | 8.°  | 7.°  | 8.°  | 8.°  | 5.°  | 6.°  | 9.°  | 8.°  | 9.°  | 10.° | 7.°  | 9.°  | 10.° | 9.°  | 9.°  | 9.°  | 9.°  | 11.° | 6.°  | 8.°  | 5.°  |
| San Antonio Unido   | 12.° | 7.°  | 6.°  | 4.°  | 5.°  | 7.°  | 7.°  | 7.°  | 6.°  | 6.°  | 7.°  | 8.°  | 7.°  | 5.°  | 7.°  | 7.°  | 8.°  | 8.°  | 9.°  | 9.°  | 9.°  | 6.°  |
| Trasandino          | 7.°  | 10.° | 10.° | 9.°  | 9.°  | 10.° | 8.°  | 6.°  | 5.°  | 5.°  | 5.°  | 5.°  | 3.°  | 2.°  | 3.°  | 2.°  | 3.°  | 3.°  | 4.°  | 5.°  | 5.°  | 7.°  |
| Iberia              | 4.°  | 3.°  | 4.°  | 6.°  | 4.°  | 6.°  | 4.°  | 5.°  | 7.°  | 7.°  | 8.°  | 9.°  | 8.°  | 8.°  | 5.°  | 5.°  | 6.°  | 5.°  | 6.°  | 8.°  | 7.°  | 8.°  |
| Deportes Limache    | 8.°  | 9.°  | 11.° | 12.° | 12.° | 12.° | 12.° | 12.° | 11.° | 12.° | 12.° | 12.° | 12.° | 11.° | 10.° | 11.° | 11.° | 11.° | 8.°  | 7.°  | 6.°  | 9.°  |
| Deportes Concepción | 1.°  | 2.°  | 3.°  | 2.°  | 2.°  | 2.°  | 2.°  | 3.°  | 3.°  | 4.°  | 3.°  | 3.°  | 5.°  | 6.°  | 6.°  | 6.°  | 5.°  | 6.°  | 7.°  | 10.° | 11.° | 10.° |
| Rodelindo Román     | 6.°  | 4.°  | 2.°  | 1.°  | 3.°  | 3.°  | 5.°  | 4.°  | 4.°  | 3.°  | 4.°  | 4.°  | 6.°  | 7.°  | 8.°  | 8.°  | 7.°  | 10.° | 10.° | 11.° | 10.° | 11.° |
| Independiente       | 11.° | 12.° | 12.° | 10.° | 10.° | 9.°  | 11.° | 11.° | 12.° | 11.° | 11.° | 11.° | 10.° | 12.° | 12.° | 12.° | 12.° | 12.° | 12.° | 12.° | 12.° | 12.° |

## Resultados
- Los horarios corresponden al huso horario de Chile: UTC-4 en horario estándar y UTC-3 en horario de verano.

### Primera rueda
| Fecha 1             | Fecha 1   | Fecha 1           | Fecha 1           | Fecha 1    | Fecha 1 |
| Local               | Resultado | Visita            | Estadio           | Fecha      | Hora    |
| ------------------- | --------- | ----------------- | ----------------- | ---------- | ------- |
| San Marcos de Arica | 2 - 0     | San Antonio Unido | Carlos Dittborn   | 2 de abril | 21:00   |
| Deportes Valdivia   | 1 - 2     | Iberia            | Parque Municipal  | 3 de abril | 12:00   |
| Deportes Limache    | 2 - 3     | Lautaro de Buin   | Lucio Fariña      | 3 de abril | 15:00   |
| General Velásquez   | 0 - 1     | Real San Joaquín  | Augusto Rodríguez | 3 de abril | 16:00   |
| Deportes Concepción | 2 - 0     | Independiente     | Ester Roa         | 3 de abril | 16:00   |
| Rodelindo Román     | 1 - 1     | Trasandino        | Lucio Fariña      | 4 de abril | 18:00   |

| Fecha 2           | Fecha 2   | Fecha 2             | Fecha 2                  | Fecha 2     | Fecha 2 |
| Local             | Resultado | Visita              | Estadio                  | Fecha       | Hora    |
| ----------------- | --------- | ------------------- | ------------------------ | ----------- | ------- |
| Trasandino        | 2 - 3     | Deportes Concepción | Regional de Los Andes    | 8 de abril  | 19:00   |
| Real San Joaquín  | 0 - 2     | San Marcos de Arica | Municipal de La Pintana  | 9 de abril  | 16:00   |
| San Antonio Unido | 2 - 1     | General Velásquez   | Lucio Fariña             | 9 de abril  | 16:00   |
| Iberia            | 1 - 1     | Deportes Limache    | Municipal de Los Ángeles | 10 de abril | 15:00   |
| Independiente     | 0 - 1     | Rodelindo Román     | Fiscal de Talca          | 10 de abril | 16:00   |
| Lautaro de Buin   | 1 - 2     | Deportes Valdivia   | El Teniente              | 11 de abril | 16:00   |

| Fecha 3             | Fecha 3   | Fecha 3             | Fecha 3                  | Fecha 3     | Fecha 3 |
| Local               | Resultado | Visita              | Estadio                  | Fecha       | Hora    |
| ------------------- | --------- | ------------------- | ------------------------ | ----------- | ------- |
| Deportes Limache    | 1 - 5     | Rodelindo Román     | Lucio Fariña             | 16 de abril | 18:00   |
| San Marcos de Arica | 3 - 0     | Lautaro de Buin     | Carlos Dittborn          | 16 de abril | 21:00   |
| Deportes Valdivia   | 0 - 0     | Trasandino          | Parque Municipal         | 17 de abril | 12:00   |
| Real San Joaquín    | 2 - 2     | San Antonio Unido   | Municipal de La Pintana  | 17 de abril | 15:00   |
| Iberia              | 1 - 1     | Deportes Concepción | Municipal de Los Ángeles | 17 de abril | 15:30   |
| General Velásquez   | 3 - 2     | Independiente       | Augusto Rodríguez        | 17 de abril | 15:30   |

| Fecha 4             | Fecha 4   | Fecha 4             | Fecha 4                | Fecha 4     | Fecha 4 |
| Local               | Resultado | Visita              | Estadio                | Fecha       | Hora    |
| ------------------- | --------- | ------------------- | ---------------------- | ----------- | ------- |
| San Antonio Unido   | 1 - 0     | Iberia              | Municipal de Cartagena | 23 de abril | 16:00   |
| Lautaro de Buin     | 1 - 3     | General Velásquez   | Lucio Fariña           | 23 de abril | 16:00   |
| Independiente       | 2 - 1     | San Marcos de Arica | Fiscal de Talca        | 24 de abril | 15:00   |
| Deportes Concepción | 2 - 0     | Real San Joaquín    | Ester Roa              | 24 de abril | 15:30   |
| Rodelindo Román     | 3 - 0     | Deportes Valdivia   | Lucio Fariña           | 25 de abril | 17:00   |
| Trasandino          | 1 - 1     | Deportes Limache    | Regional de Los Andes  | 25 de abril | 19:00   |

| Fecha 5             | Fecha 5   | Fecha 5             | Fecha 5                  | Fecha 5   | Fecha 5 |
| Local               | Resultado | Visita              | Estadio                  | Fecha     | Hora    |
| ------------------- | --------- | ------------------- | ------------------------ | --------- | ------- |
| San Antonio Unido   | 1 - 1     | Trasandino          | Municipal de Cartagena   | 7 de mayo | 15:45   |
| Deportes Limache    | 1 - 2     | Deportes Valdivia   | Lucio Fariña             | 7 de mayo | 18:00   |
| San Marcos de Arica | 2 - 1     | Rodelindo Román     | Carlos Dittborn          | 7 de mayo | 21:00   |
| Real San Joaquín    | 2 - 1     | Independiente       | Municipal de La Pintana  | 8 de mayo | 12:00   |
| General Velásquez   | 1 - 1     | Deportes Concepción | Augusto Rodríguez        | 8 de mayo | 15:00   |
| Iberia              | 1 - 0     | Lautaro de Buin     | Municipal de Los Ángeles | 8 de mayo | 15:30   |

| Fecha 6             | Fecha 6   | Fecha 6             | Fecha 6               | Fecha 6    | Fecha 6 |
| Local               | Resultado | Visita              | Estadio               | Fecha      | Hora    |
| ------------------- | --------- | ------------------- | --------------------- | ---------- | ------- |
| Trasandino          | 0 - 1     | San Marcos de Arica | Regional de Los Andes | 13 de mayo | 19:00   |
| Rodelindo Román     | 0 - 0     | Iberia              | Lucio Fariña          | 14 de mayo | 17:00   |
| Deportes Concepción | 2 - 1     | San Antonio Unido   | Ester Roa             | 14 de mayo | 18:00   |
| Deportes Valdivia   | 0 - 1     | Independiente       | Parque Municipal      | 15 de mayo | 12:00   |
| Lautaro de Buin     | 1 - 2     | Real San Joaquín    | Lucio Fariña          | 15 de mayo | 15:00   |
| General Velásquez   | 3 - 0     | Deportes Limache    | Augusto Rodríguez     | 15 de mayo | 15:30   |

| Fecha 7             | Fecha 7   | Fecha 7             | Fecha 7                  | Fecha 7    | Fecha 7 |
| Local               | Resultado | Visita              | Estadio                  | Fecha      | Hora    |
| ------------------- | --------- | ------------------- | ------------------------ | ---------- | ------- |
| Independiente       | 0 - 3     | Trasandino          | Fiscal de Talca          | 21 de mayo | 16:00   |
| San Marcos de Arica | 1 - 0     | Deportes Concepción | Carlos Dittborn          | 21 de mayo | 21:00   |
| Deportes Valdivia   | 1 - 2     | General Velásquez   | Parque Municipal         | 22 de mayo | 12:00   |
| Rodelindo Román     | 0 - 1     | Lautaro de Buin     | Lucio Fariña             | 22 de mayo | 15:00   |
| Iberia              | 2 - 1     | Real San Joaquín    | Municipal de Los Ángeles | 22 de mayo | 15:30   |
| Deportes Limache    | 0 - 0     | San Antonio Unido   | Lucio Fariña             | 23 de mayo | 19:00   |

| Fecha 8             | Fecha 8   | Fecha 8             | Fecha 8                 | Fecha 8    | Fecha 8 |
| Local               | Resultado | Visita              | Estadio                 | Fecha      | Hora    |
| ------------------- | --------- | ------------------- | ----------------------- | ---------- | ------- |
| Trasandino          | 1 - 0     | Iberia              | Regional de Los Andes   | 27 de mayo | 18:00   |
| San Antonio Unido   | 1 - 1     | Rodelindo Román     | Municipal de Cartagena  | 28 de mayo | 15:00   |
| Lautaro de Buin     | 2 - 1     | Independiente       | Lucio Fariña            | 29 de mayo | 15:00   |
| Deportes Concepción | 0 - 2     | Deportes Valdivia   | Ester Roa               | 29 de mayo | 15:30   |
| General Velásquez   | 1 - 0     | San Marcos de Arica | Augusto Rodríguez       | 29 de mayo | 15:30   |
| Real San Joaquín    | 2 - 4     | Deportes Limache    | Municipal de La Pintana | 29 de mayo | 16:00   |

| Fecha 9           | Fecha 9   | Fecha 9             | Fecha 9                  | Fecha 9    | Fecha 9 |
| Local             | Resultado | Visita              | Estadio                  | Fecha      | Hora    |
| ----------------- | --------- | ------------------- | ------------------------ | ---------- | ------- |
| Rodelindo Román   | 0 - 0     | General Velásquez   | Lucio Fariña             | 3 de junio | 17:00   |
| Trasandino        | 2 - 1     | Lautaro de Buin     | Regional de Los Andes    | 3 de junio | 18:00   |
| Deportes Valdivia | 1 - 2     | Real San Joaquín    | Parque Municipal         | 4 de junio | 15:30   |
| Iberia            | 1 - 1     | San Marcos de Arica | Municipal de Los Ángeles | 5 de junio | 15:30   |
| Independiente     | 0 - 3     | San Antonio Unido   | Fiscal de Talca          | 5 de junio | 16:00   |
| Deportes Limache  | 0 - 0     | Deportes Concepción | Lucio Fariña             | 6 de junio | 19:00   |

| Fecha 10            | Fecha 10  | Fecha 10          | Fecha 10                | Fecha 10    | Fecha 10 |
| Local               | Resultado | Visita            | Estadio                 | Fecha       | Hora     |
| ------------------- | --------- | ----------------- | ----------------------- | ----------- | -------- |
| San Antonio Unido   | 0 - 2     | Deportes Valdivia | Municipal de Cartagena  | 11 de junio | 15:00    |
| San Marcos de Arica | 2 - 0     | Deportes Limache  | Carlos Dittborn         | 11 de junio | 21:00    |
| Real San Joaquín    | 1 - 2     | Rodelindo Román   | Municipal de La Pintana | 12 de junio | 15:00    |
| Independiente       | 1 - 0     | Iberia            | Fiscal de Talca         | 12 de junio | 15:00    |
| General Velásquez   | 1 - 0     | Trasandino        | Augusto Rodríguez       | 12 de junio | 15:30    |
| Deportes Concepción | 0 - 0     | Lautaro de Buin   | Ester Roa               | 12 de junio | 15:30    |

| Fecha 11          | Fecha 11  | Fecha 11            | Fecha 11                 | Fecha 11    | Fecha 11 |
| Local             | Resultado | Visita              | Estadio                  | Fecha       | Hora     |
| ----------------- | --------- | ------------------- | ------------------------ | ----------- | -------- |
| Deportes Valdivia | 2 - 1     | San Marcos de Arica | Parque Municipal         | 18 de junio | 15:30    |
| Trasandino        | 3 - 0     | Real San Joaquín    | Regional de Los Andes    | 18 de junio | 16:00    |
| Rodelindo Román   | 1 - 2     | Deportes Concepción | Lucio Fariña             | 20 de junio | 17:00    |
| Lautaro de Buin   | 2 - 1     | San Antonio Unido   | Lucio Fariña             | 30 de junio | 18:00    |
| Iberia            | 0 -1      | General Velásquez   | Municipal de Los Ángeles | 2 de julio  | 15:30    |
| Deportes Limache  | 0 - 0     | Independiente       | Lucio Fariña             | 3 de julio  | 15:00    |

### Segunda rueda
| Fecha 12          | Fecha 12  | Fecha 12            | Fecha 12                 | Fecha 12    | Fecha 12 |
| Local             | Resultado | Visita              | Estadio                  | Fecha       | Hora     |
| ----------------- | --------- | ------------------- | ------------------------ | ----------- | -------- |
| San Antonio Unido | 0 - 0     | San Marcos de Arica | Municipal de Cartagena   | 9 de julio  | 15:30    |
| Real San Joaquín  | 2 - 1     | General Velásquez   | Municipal de La Pintana  | 9 de julio  | 15:30    |
| Trasandino        | 0 - 0     | Rodelindo Román     | Regional de Los Andes    | 9 de julio  | 16:00    |
| Lautaro de Buin   | 2 - 3     | Deportes Limache    | Lucio Fariña             | 9 de julio  | 18:00    |
| Independiente     | 3 - 0     | Deportes Concepción | Fiscal de Talca          | 10 de julio | 15:00    |
| Iberia            | 0 - 0     | Deportes Valdivia   | Municipal de Los Ángeles | 10 de julio | 15:30    |

| Fecha 13            | Fecha 13  | Fecha 13          | Fecha 13          | Fecha 13    | Fecha 13 |
| Local               | Resultado | Visita            | Estadio           | Fecha       | Hora     |
| ------------------- | --------- | ----------------- | ----------------- | ----------- | -------- |
| Deportes Valdivia   | 3 - 0     | Lautaro de Buin   | Parque Municipal  | 16 de julio | 15:30    |
| San Marcos de Arica | 3 - 0     | Real San Joaquín  | Carlos Dittborn   | 16 de julio | 21:00    |
| General Velásquez   | 1 - 2     | San Antonio Unido | Augusto Rodríguez | 17 de julio | 15:00    |
| Deportes Concepción | 1 - 2     | Trasandino        | Ester Roa         | 17 de julio | 15:00    |
| Deportes Limache    | 0 - 1     | Iberia            | Lucio Fariña      | 17 de julio | 18:00    |
| Rodelindo Román     | 1 - 1     | Independiente     | Lucio Fariña      | 19 de julio | 17:00    |

| Fecha 14            | Fecha 14  | Fecha 14            | Fecha 14               | Fecha 14    | Fecha 14 |
| Local               | Resultado | Visita              | Estadio                | Fecha       | Hora     |
| ------------------- | --------- | ------------------- | ---------------------- | ----------- | -------- |
| San Antonio Unido   | 1 - 0     | Real San Joaquín    | Municipal de Cartagena | 23 de julio | 15:00    |
| Trasandino          | 2 - 1     | Deportes Valdivia   | Regional de Los Andes  | 23 de julio | 16:00    |
| Deportes Concepción | 1 - 1     | Iberia              | Ester Roa              | 23 de julio | 18:00    |
| Lautaro de Buin     | 2 - 1     | San Marcos de Arica | Lucio Fariña           | 23 de julio | 18:00    |
| Independiente       | 0 - 1     | General Velásquez   | Fiscal de Talca        | 24 de julio | 15:00    |
| Rodelindo Román     | 1 - 1     | Deportes Limache    | Lucio Fariña           | 25 de julio | 17:00    |

| Fecha 15            | Fecha 15  | Fecha 15            | Fecha 15                | Fecha 15    | Fecha 15 |
| Local               | Resultado | Visita              | Estadio                 | Fecha       | Hora     |
| ------------------- | --------- | ------------------- | ----------------------- | ----------- | -------- |
| Real San Joaquín    | 2 - 1     | Deportes Concepción | Municipal de La Pintana | 30 de julio | 15:00    |
| General Velásquez   | 4 - 1     | Lautaro de Buin     | Augusto Rodríguez       | 30 de julio | 15:00    |
| Deportes Valdivia   | 2 - 1     | Rodelindo Román     | Parque Municipal        | 30 de julio | 15:30    |
| San Marcos de Arica | 4 - 0     | Independiente       | Carlos Dittborn         | 30 de julio | 21:00    |
| Iberia              | 2 - 0     | San Antonio Unido   | El Morro                | 31 de julio | 12:00    |
| Deportes Limache    | 2 - 1     | Trasandino          | Lucio Fariña            | 1 de agosto | 18:00    |

| Fecha 16            | Fecha 16  | Fecha 16            | Fecha 16              | Fecha 16         | Fecha 16 |
| Local               | Resultado | Visita              | Estadio               | Fecha            | Hora     |
| ------------------- | --------- | ------------------- | --------------------- | ---------------- | -------- |
| Deportes Valdivia   | 3 - 0     | Deportes Limache    | Parque Municipal      | 6 de agosto      | 15:30    |
| Rodelindo Román     | 2 - 3     | San Marcos de Arica | Lucio Fariña          | 6 de agosto      | 16:00    |
| Trasandino          | 1 - 0     | San Antonio Unido   | Regional de Los Andes | 6 de agosto      | 16:00    |
| Lautaro de Buin     | 2 - 1     | Iberia              | Lucio Fariña          | 7 de agosto      | 15:00    |
| Deportes Concepción | 1 - 2     | General Velásquez   | Ester Roa             | 7 de septiembre  | 19:00    |
| Independiente       | 1 - 2     | Real San Joaquín    | Fiscal de Talca       | 14 de septiembre | 15:00    |

| Fecha 17            | Fecha 17  | Fecha 17            | Fecha 17                 | Fecha 17     | Fecha 17 |
| Local               | Resultado | Visita              | Estadio                  | Fecha        | Hora     |
| ------------------- | --------- | ------------------- | ------------------------ | ------------ | -------- |
| Independiente       | 1 - 3     | Deportes Valdivia   | Fiscal de Talca          | 13 de agosto | 15:00    |
| San Antonio Unido   | 0 - 1     | Deportes Concepción | Municipal de Cartagena   | 13 de agosto | 15:00    |
| San Marcos de Arica | 1 - 1     | Trasandino          | Carlos Dittborn          | 13 de agosto | 21:00    |
| Iberia              | 2 - 2     | Rodelindo Román     | Municipal de Los Ángeles | 14 de agosto | 15:00    |
| Real San Joaquín    | 1 - 1     | Lautaro de Buin     | Municipal la Pintana     | 14 de agosto | 15:00    |
| Deportes Limache    | 1 - 1     | General Velásquez   | Lucio Fariña             | 14 de agosto | 16:00    |

| Fecha 18            | Fecha 18  | Fecha 18            | Fecha 18               | Fecha 18     | Fecha 18 |
| Local               | Resultado | Visita              | Estadio                | Fecha        | Hora     |
| ------------------- | --------- | ------------------- | ---------------------- | ------------ | -------- |
| San Antonio Unido   | 0 - 0     | Deportes Limache    | Municipal de Cartagena | 20 de agosto | 15:00    |
| Real San Joaquín    | 1 - 1     | Iberia              | Municipal la Pintana   | 20 de agosto | 15:00    |
| Trasandino          | 2 - 4     | Independiente       | Regional de Los Andes  | 20 de agosto | 16:00    |
| General Velásquez   | 0 - 1     | Deportes Valdivia   | Augusto Rodríguez      | 21 de agosto | 15:00    |
| Deportes Concepción | 0 - 1     | San Marcos de Arica | Ester Roa              | 21 de agosto | 15:00    |
| Lautaro de Buin     | 1 - 0     | Rodelindo Román     | Lucio Fariña           | 21 de agosto | 16:00    |

| Fecha 19            | Fecha 19  | Fecha 19            | Fecha 19                 | Fecha 19     | Fecha 19 |
| Local               | Resultado | Visita              | Estadio                  | Fecha        | Hora     |
| ------------------- | --------- | ------------------- | ------------------------ | ------------ | -------- |
| Deportes Valdivia   | 1 - 0     | Deportes Concepción | Parque Municipal         | 27 de agosto | 15:00    |
| Deportes Limache    | 3 - 1     | Real San Joaquín    | Lucio Fariña             | 27 de agosto | 16:00    |
| San Marcos de Arica | 1 - 1     | General Velásquez   | Carlos Dittborn          | 27 de agosto | 21:00    |
| Iberia              | 1 - 1     | Trasandino          | Municipal de Los Ángeles | 28 de agosto | 12:00    |
| Independiente       | 0 - 2     | Lautaro de Buin     | Fiscal de Talca          | 28 de agosto | 15:00    |
| Rodelindo Román     | 1 - 1     | San Antonio Unido   | Lucio Fariña             | 29 de agosto | 18:00    |

| Fecha 20            | Fecha 20  | Fecha 20          | Fecha 20                | Fecha 20         | Fecha 20 |
| Local               | Resultado | Visita            | Estadio                 | Fecha            | Hora     |
| ------------------- | --------- | ----------------- | ----------------------- | ---------------- | -------- |
| Real San Joaquín    | 2 - 1     | Deportes Valdivia | Municipal de La Pintana | 10 de septiembre | 15:00    |
| San Antonio Unido   | 0 - 0     | Independiente     | Municipal de Cartagena  | 10 de septiembre | 15:00    |
| Lautaro de Buin     | 4 - 2     | Trasandino        | Lucio Fariña            | 10 de septiembre | 16:00    |
| San Marcos de Arica | 2 - 0     | Iberia            | Carlos Dittborn         | 10 de septiembre | 21:00    |
| General Velásquez   | 1 - 0     | Rodelindo Román   | Augusto Rodríguez       | 14 de septiembre | 18:30    |
| Deportes Concepción | 0 - 1     | Deportes Limache  | Ester Roa               | 14 de septiembre | 19:00    |

| Fecha 21          | Fecha 21  | Fecha 21            | Fecha 21                 | Fecha 21         | Fecha 21 |
| Local             | Resultado | Visita              | Estadio                  | Fecha            | Hora     |
| ----------------- | --------- | ------------------- | ------------------------ | ---------------- | -------- |
| Trasandino        | 0 - 0     | General Velásquez   | Regional de Los Andes    | 24 de septiembre | 16:00    |
| Iberia            | 1 - 0     | Independiente       | Municipal de Los Ángeles | 25 de septiembre | 12:00    |
| Rodelindo Román   | 3 - 2     | Real San Joaquín    | Manuel Rojas del Río     | 25 de septiembre | 12:00    |
| Lautaro de Buin   | 2 - 0     | Deportes Concepción | Municipal de La Pintana  | 25 de septiembre | 12:00    |
| Deportes Valdivia | 0 - 4     | San Antonio Unido   | Parque Municipal         | 25 de septiembre | 12:00    |
| Deportes Limache  | 1 - 0     | San Marcos de Arica | Lucio Fariña             | 25 de septiembre | 12:00    |

| Fecha 22            | Fecha 22  | Fecha 22          | Fecha 22                 | Fecha 22         | Fecha 22 |
| Local               | Resultado | Visita            | Estadio                  | Fecha            | Hora     |
| ------------------- | --------- | ----------------- | ------------------------ | ---------------- | -------- |
| Real San Joaquín    | 2 - 1     | Trasandino        | Municipal de San Joaquín | 30 de septiembre | 15:00    |
| Independiente       | 2 - 1     | Deportes Limache  | Fiscal de Talca          | 30 de septiembre | 15:30    |
| San Antonio Unido   | 2 - 0     | Lautaro de Buin   | Municipal de Cartagena   | 1 de octubre     | 16:00    |
| San Marcos de Arica | 2 - 1     | Deportes Valdivia | Carlos Dittborn          | 1 de octubre     | 18:00    |
| General Velásquez   | 0 - 0     | Iberia            | Augusto Rodríguez        | 2 de octubre     | 15:00    |
| Deportes Concepción | 2 - 1     | Rodelindo Román   | Ester Roa                | 2 de octubre     | 15:30    |

## Campeón
|                     |
| San Marcos de Arica |
| 2.º título          |
|                     |

## Estadísticas

### Goleadores
- Fecha de Actualización: 2 de octubre de 2022

| Jugador            | Equipo              | Goles |
| ------------------ | ------------------- | ----- |
| Bairon Monroy      | San Marcos de Arica | 13    |
| Diego Cuellar      | Lautaro de Buin     | 9     |
| Leandro Ruíz       | Real San Joaquín    | 9     |
| Hernán Ramírez     | Deportes Limache    | 8     |
| José Luis Silva    | Lautaro de Buin     | 8     |
| Ignacio Pinilla    | Iberia              | 7     |
| Diego Vallejos     | Independiente       | 7     |
| Nicolás Barrera    | Real San Joaquín    | 6     |
| Nahuel Donadell    | San Marcos de Arica | 6     |
| Matías Villablanca | General Velásquez   | 5     |
| David Quiroz       | Rodelindo Román     | 5     |
| Sergio Riffo       | San Antonio Unido   | 5     |

### Hat-Tricks & Pokers
| Fecha | Jugador      | Goles | Local | Resultado | Visitante | Jornada |
| ----- | ------------ | ----- | ----- | --------- | --------- | ------- |
|       | Bandera de ? |       |       |           |           |         |

### Autogoles
| Fecha     | Jugador         | Autogoles | Favorecido        | Resultado | Equipo           | Jornada  |
| --------- | --------------- | --------- | ----------------- | --------- | ---------------- | -------- |
| 7/5/2022  | Isaac Maturana  | 90+3'     | San Antonio Unido | 1 - 1     | Trasandino       | Fecha 5  |
| 21/5/2022 | Cegy Durán      | 11'       | Trasandino        | 3 - 0     | Independiente    | Fecha 7  |
| 4/6/2022  | Luciano Meneses | 90+6'     | Deportes Valdivia | 1 - 2     | Real San Joaquín | Fecha 9  |
| 9/7/2022  | Alan Fernández  | 76'       | General Velásquez | 2 - 1     | Real San Joaquín | Fecha 12 |

## Entrenadores
| Equipo              | Entrenador         | Período     |
| ------------------- | ------------------ | ----------- |
| Deportes Limache    | Mauricio Riffo     | 1.° - 3.°   |
| Deportes Limache    | Marcelo Ramírez    | 4.° - 22.°  |
| Independiente       | Pablo Pacheco      | 1.° - 7.°   |
| Independiente       | John Bustamante    | 8.° - 9.°   |
| Independiente       | Yuri Fernández     | 10.° - 22.° |
| San Antonio Unido   | Eduardo Lobos      | 1.° - 11.°  |
| San Antonio Unido   | Luis Musrri        | 12.° - 22.° |
| Iberia              | Fernando Gutiérrez | 1.° - 11.°  |
| Iberia              | Claudio Rojas      | 12.° - 22.° |
| Deportes Concepción | Óscar del Solar    | 1.° - 20.°  |
| Deportes Concepción | Nicolás Fernández  | 21.° - 22.° |

## Regla del U-21
| Equipo                 | m.req | m.dis | m.pen | %       |
| ---------------------- | ----- | ----- | ----- | ------- |
| Deportes Concepción    | 1.386 | 1.806 | 0     | 130,30% |
| Iberia                 | 1.386 | 1.890 | 0     | 142,86% |
| Deportes Limache       | 1.386 | 1.855 | 0     | 140,33% |
| Deportes Valdivia      | 1.386 | 1.401 | 0     | 101,08% |
| General Velásquez      | 1.386 | 1.807 | 0     | 130,66% |
| Ind Cauquenes          | 1.386 | 1.409 | 0     | 101,66% |
| Lautaro de Buin        | 1.386 | 1.875 | 0     | 135,28% |
| Real San Joaquín       | 1.386 | 1.683 | 0     | 121,43% |
| Rodelindo Román        | 1.386 | 1.427 | 0     | 102,96% |
| San Antonio Unido      | 1.386 | 1.422 | 0     | 102,60% |
| San Marcos de Arica    | 1.386 | 1.739 | 0     | 125,47% |
| Trasandino             | 1.386 | 1.882 | 0     | 135,78% |
| Actualizado - Fecha 22 |       |       |       |         |